# Crazy Loop
Crazy Loop este un personaj creat (ca și un alter ego) de Dan Bălan, fostul membru al formației O-Zone. Personajul a fost introdus în lume o dată cu lansarea single-ului „Crazy Loop (Mm Ma Ma)”. Videoclipul regizat de Marc Klasfeld, a fost filmat în Los Angeles, California și lansat prin Europa pe 15 octombrie 2007.

## Originea
Personajul, Crazy Loop, a fost creat pentru a fi un ego separat, posibil pentru a separa noua muzică influențată de Euro-dans a lui Dan de înregistrările sale anterioare de gen Rock/Pop, precum „Dragostea din Tei”. Caracterul pare să aibă un stil tipic pentru majoritatea interpreților de Euro-dans, exprimând totuși unicitate și originalitate..
Websitul Crazy-Loop.com a oferit următoarea informație de fundal pentru a defini personajul:
- A fost născut în Moldova, într-un sat mic numit Trebujeni. Tatăl lui a fost interpret la nunți, iar mama sa lucra la o fermă. Numele lui adevărat a fost Grigore Armăsaru. La vârsta de 27 de ani a citit într-un ziar că prea-cunoscutul producător Dan Bălan anunța audiții pentru viitorul său proiect. „Asta e șansa mea” a gândit Grișa (porecla lui) și s-a dus în Chișinău, capitala Moldovei. Dan Bălan avea alte planuri, dar după ce l-a văzut pe „nebunul”, avea multe idei noi. „Cum te cheamă?” a întrebat Dan. „Grișa, dar toată lumea îmi spune «nebunul»”. „nebunul (crazy)? Bună poreclă, arăți nebun.”, a râs Dan. „O să te numească toți Crazy... Crazy Loop”.

Povestea pare a fi o manipulare a propriei istorii a lui Dan, editată pentru a explica comportamentul sălbatic al noului caracter.

## Discografie

### Albume
- The Power of Shower (2 decembrie 2007)

### Singles
- Mm-ma-ma
- Joanna (Shut Up!)

## Topuri
Pentru single-ul Crazy Loop (Mm ma ma)
| Top (2007)      | Poziție maximă |
| --------------- | -------------- |
| Euro Hot 200    | 87             |
| România Top 100 | 1              |
| Polonia Top 50  | 47             |